# Jofré d'Estrasburg
Jofré d'Estrasburg o Gaufred d'Estrasburg, en alemany Gottfried von Strassburg (vers 1170 – 1215), va ser un trobador i poeta èpic en alemany, conegut com a autor del poema inacabat Tristany (en alemany Tristan (Gottfried von Straßburg)), el magistral llenguatge del qual despertà ja l'admiració dels seus contemporanis. És també autor d'alguns poemes conservats en el Còdex Manesse.

## Biografia
No se sap gairebé res de la vida de la seva vida, llevat del seu nom i de la seva condició d'autor. Tanmateix el seu nom (von Strassburg) i els trets dialectals que es troben en la seva obra situen el seu lloc d'origen a Alsàcia. Disposà d'una bona educació tal com es demostra en la seva obra, però no sembla que fos religiós ni tampoc que fos cavaller.

## Tristan und Isolde
Tristan und Isolde va ser escrita entre 1200 i 1210. Sembla que l'obra restà incompleta degut a la mort de l'autor. El text ens ha arribat a través d'onze manuscrits complets dels quals dos són del segle xiii i quatre del segle xiv, així com d'uns 14 fragments. Alguns poetes del segle xiv intentaren de completar l'obra. El tema central, l'amor de Tristany envers la casada Isolda, a causa d'un misteriós filtre d'amor, ja era conegut: procedia, tal com altres episodis de l'obra, de la regió celtico-irlandesa del redós de l'any 800 i fou tractat per gran nombre d'escriptors anteriors a Jofré. Aquest no canvià el tema, però li donà un fons místic i ètic. Tampoc renuncià al filtre d'amor, que només podia justificar el tema en l'ambient de la cort de llavors, però situà l'amor de Tristany i Isolda al marge i per sobre del fet de la transgressió de la moral en el sentit cristià.
Un punt culminant de l'epopeia és la descripció de la minnegrotte (gruta de l'amor), un lloc misteriós on l'arquitectura i els materials empleats són al·legories de l'amor. Aquesta minnegrotte és la primera al·legoria profana en llengua alemanya. Friedrich Ranke, investigador de Jofré, hi veu una analogia del temple cristià, i Jurgen Schwietering hi troba un antecedent en el palau i llit de rei Salomó d'Israel. El que Jofré faci valor absolut de l'amor i el transposi en l'infinit, en el diví, ha fet que alguns investigadors donin una valoració dualista de l'obra. Així, per exemple, trobem en Karl Lachmann una sobrevaloració del cantó estètic i una infravaloració del cantó ètic de Tristany. La investigació actual intenta interpretar la concepció amorosa de Jofré, al marge dels judicis valoratius i partint del contingut intrínsec de l'obra